# 三池藩
三池藩（日语：／ Miike-han */?）是日本筑後國三池郡三池新町的藩，元和7年正月10日（1621年3月3日）創藩，文化3年6月6日（1806年7月21日）廢藩，慶應4年9月3日（1868年10月18日）再次創藩，明治4年7月14日（1871年8月29日）再度廢藩，表高是10,000石，實高是11,979石，藩廳是三池陣屋，藩校是創建於安政4年（1857年）9月的修道館。人口方面，慶安元年（1648年）時男女分別有1,814名和1,325名，承應3年（1654年）時是1,814名和1,325名，寬文12年（1672年）時則是2,434名和1,787名。
江戶藩邸方面，文化年間（1804年至1818年）時的上屋敷位於西之丸下，中屋敷是本所椎木和深川靈巖寺後，下屋敷則是本所五之橋、下谷二長丁和本所五目，寬政時（1789年至1801年）的上屋敷則位於湯島天神下。藏屋敷在延享4年（1747年）時則位於土佐堀玉水町。

## 歷史
元和7年正月10日（1621年3月3日），原本領有常陸國筑波郡柿岡5,000石的立花種次獲加增5,000石，以10,000石入主舊領三池郡，當時的藩領分別是稻荷村、大牟田村、片平村、勝立村、加納開村、藤田村、下二部村、舟津村、早米來村、今山村、馬籠村、櫟野村、臼井村、教樂木村、一部村、新町和下里村。《筑後封植錄》、《筑後地鑑》和《筑後誌略》則稱是立花宗茂入主柳河藩後獲其分知而來。
寬永14年（1637年），島原之亂爆發，由於當時的藩主立花種長年紀尚幼，因此其叔父立花忠茂代為帶領藩兵與柳河藩一同參戰。元文3年（1738年），在三池稻荷山開始採掘煤礦，並且於寬政2年（1790年）制定石山法度（炭山取締規則），奠定後來三井三池煤礦的基礎。寬政5年8月25日（1793年9月29日），藩主立花種周就任若年寄，不過由於他在松平定信和松平信明以及一橋派與大奧的糾紛中支持後者，導致他在文化2年11月19日（1806年1月8日）被指洩密而解任，同年12月27日被處以蟄居和謹慎。
文化3年6月6日（1806年7月21日），種周嫡子立花種善轉封至陸奧國伊達郡下手渡，原本的藩領交由西國筋郡代羽倉秘救管治，秘救死後一度由其子羽倉秘道接管。文化7年（1810年），秘道轉至越後國擔任代官，舊藩領也改由西國筋郡代三河口輝忠管治，輝忠死後由其子輝光繼承。文化13年（1816年），輝光也轉至越後國擔任代官，舊藩領則在同年8月24日（9月15日）改為柳河藩預地。
嘉永4年12月7日（1851年12月29日），藩主立花種恭以約3,078石換來原藩領今山村、新町、稻荷村、下里村和一部村，總共約5,071石，統稱為三池領。元治元年11月14日（1864年12月12日），三池領在第一次長州征討時出兵至筑前國植木。慶應4年2月28日（1868年3月21日），三池領與柳河藩一同參與會津戰爭。同年9月3日（10月18日），下手渡藩雖然是奧羽越列藩同盟成員，但是立場曖昧，因而遭到仙台藩攻擊，陣屋也被摧毀，促使種恭改為定居於三池而重新創藩，並且在11月25日（1869年1月7日）獲批准。明治2年6月2日（1869年7月10日），種恭獲賜賞典金2,000兩。明治3年5月15日（1870年6月13日），設立藩廳。明治4年7月14日（1871年8月29日），廢藩置縣，同年11月14日（12月25日）與久留米縣和柳川縣合併成三潴縣。

## 歷任藩主
| 家名                                       | 家格      | 名稱     | 石高     | 藩領                      |
| ------------------------------------------ | --------- | -------- | -------- | ------------------------- |
| 立花家                                     | 外樣 陣屋 | 立花種次 | 10,000石 | 筑後國三池郡              |
| 立花家                                     | 外樣 陣屋 | 立花種長 | 10,000石 | 筑後國三池郡              |
| 立花家                                     | 外樣 陣屋 | 立花種明 | 10,000石 | 筑後國三池郡              |
| 立花家                                     | 外樣 陣屋 | 立花貫長 | 10,000石 | 筑後國三池郡              |
| 立花家                                     | 外樣 陣屋 | 立花長熙 | 10,000石 | 筑後國三池郡              |
| 立花家                                     | 外樣 陣屋 | 立花種周 | 10,000石 | 筑後國三池郡              |
| 立花家                                     | 外樣 陣屋 | 立花種善 | 10,000石 | 筑後國三池郡              |
| 幕府領 文化3年至明治元年（1806年至1868年） |           |          |          |                           |
| 立花家                                     | 外樣 陣屋 | 立花種恭 | 10,000石 | 筑後國三池郡 陸奧國伊達郡 |

## 領地
| 令制國 | 郡     | 領地                                                         |
| ------ | ------ | ------------------------------------------------------------ |
| 岩代國 | 伊達郡 | 御代田村、下手渡村、小島村、小神村、羽田村、西飯野村、秋山村 |
| 筑後國 | 三池郡 | 今山村、新町、稻荷村、一部村、下里村                         |

## 註解
1. ↑  三池新町現為福岡縣大牟田市新町（日语：三池町）[1]。
2. ↑  對應地名如下[3][4]：
  - 西之丸現為東京都千代田區千代田二重橋附近。
  - 深川靈巖寺後的下屋敷現為東京都江東區白河2丁目10等地。
  - 本所五之橋現為江東區大島2至3丁目和龜戶1和6丁目交界。
  - 下谷二長丁現為東京都台東區台東1和2丁目的各一部分。
  - 本所五目的下屋敷現為龜戶6丁目44至52。
3. ↑  現江東區白河2丁目10−2[5]。
4. ↑  土佐堀玉水町現為大阪府大阪市西區土佐堀（日语：土佐堀）1丁目和江戶堀（日语：江戸堀）1丁目[6]。
5. ↑  柿岡現為茨城縣石岡市柿岡（日语：柿岡町）[7]。
6. ↑  藩領現在均屬大牟田市，對應地名如下[1]：
  - 稻荷村現為大浦町、稻荷町、瓦町、龍湖瀨町、通町、長溝町、平原町、鳥塚町、龜甲町、八本町、旭町、龜谷町、八尻町、淺牟田町、東新町、日出町、柿園町、東泉町、榮町和新榮町一帶。
  - 大牟田村現為大牟田市本町、大正町、北濱田町、濱田町、新地町、小濱町、松原町、住吉町、中島町、港町、中友町、魚町、古町、久保田町、寶坂町、築町、原山町、不知火町、笹林町、有明町、一浦町、白金町、千代町、橋口町和曙町一帶。
  - 片平村現為片平町一帶。
  - 勝立村現為勝立、新勝立町和下池町（日语：玉川村 (福岡県)）一帶。
  - 加納開村現為加納町和三里町一帶。
  - 藤田村現為藤田町、櫻町和神田町（日语：駛馬町）一帶。
  - 下二部村現為三川地區（日语：三川町 (福岡県)）一帶。
  - 舟津村現為船津町和南船津町一帶。
  - 早米來村現為早米來町一帶。
  - 今山村現為今山（日语：三池町）一帶。
  - 馬籠村現為馬込町一帶。
  - 櫟野村現為櫟野（日语：玉川村 (福岡県)）一帶。
  - 臼井村現為臼井町一帶。
  - 教樂木村現為教樂來（日语：玉川村 (福岡県)）一帶。
  - 一部村現為一部町一帶。
  - 下里村現為有明町、常盤町、築町、泉町、山上町、谷町、左古町、一本町、東泉町、出雲町、松浦町、上町、曙町、笹林町、不知火町、寶坂町、一浦町、上官町、宮坂町、宮山町、真道寺町、東宮浦町、西宮浦町、花園町、七浦町、三坑町、燒石町、橋口町、本町和稻荷町一帶。
7. ↑  植木現為福岡縣直方市植木（日语：植木 (直方市)）[1]。

## 外部連結
- . kotobank （日语）.